# Phytoliriomyza admirabilis
Phytoliriomyza admirabilis är en tvåvingeart som beskrevs av Spencer 1965. Phytoliriomyza admirabilis ingår i släktet Phytoliriomyza och familjen minerarflugor.
Artens utbredningsområde är Nepal. Inga underarter finns listade i Catalogue of Life.